# Dead Ends
Dead Ends es una banda musical de género punk de Filipinas fundada por Al Dimalanta y Jay Dimalanta, que se expuso durante el movimiento del punk en su país de origen a mediados de los años 80. Dead Ends ha publicado un total de cuatro álbumes de larga duración producido de manera independientemente. La banda se formó desde 1.985 a 1996, así por su edición especial de su quinto álbum de grandes éxitos en 2003.

## Historia
Al y su medio hermano llamado Jay Dimalanta, fundaron una banda musical que se llamaría Dead Ends en 1985, junto al baterista Rouen Pascual. La banda grabó cuatro álbumes de género punk de 1985 a 1995, así como una edición especial de su quinto álbum de grandes éxitos en 2003. Dead Ends, tuvo varios cambios de formación, aunque Al (voz y guitarra) y Jay (en el bajo) se mantuvo en el núcleo de la banda.
Cuando Dead Ends se disolvió tras la muerte de su medio hermano Jay en 1996, Al entró en un receso musical durante cuatro años y se centró en su labor en la comunicación y marketing, en la Universidad de Santo Tomás. Más adelante Al Dimalanta, empieza a crear y continuar su carrera musical en el punk con su nueva banda que se llamaría Throw a partir de 2001.

## Integrantes

### Desde 1985-1987
- Al Dimalanta (voz y guitarra)
- Jay Dimalanta (bajo)
- Roueen Pascual (Baterías)

### Desde 1988-1989
- Al Dimalanta (voz y guitarra)
- Jay Dimalanta (bajo)
- Harley Alarcon (Baterías)

### From 1995-1996
- Al Dimalanta (voz y guitarra)
- Jay Dimalanta (bajo)
- Lourd de Veyra (guitarra)
- Bong Montojo (Baterías)

## Discografía
La discografía de Dead Ends, se mantuvo desde 1986-1996 (incluido un álbum especial de 2003, que fue lanzado como una dedicación a la banda).
- Complaints (1986)
- Second Coming (1987)
- Damned Nation (1988)
- Mamatay sa Ingay (1996)
- Chosen - greatest hits (2003)